# Gorica Lipnička
Gorica Lipnička – wieś w Chorwacji, w żupanii karlowackiej, w gminie Ribnik. W 2011 roku liczyła 13 mieszkańców.